# الشعیره، حماة
الشعیره (به عربی: الشعیرة) یک روستا در سوریه است که در ناحیه قلعه المضیق واقع شده‌است. الشعیره ۵۲۹ نفر جمعیت دارد.